# Federico Valverde
Federico Santiago Valverde Dipetta (in spagnolo feðeˈɾiko βalˈβerðe; Montevideo, 22 luglio 1998) è un calciatore uruguaiano, centrocampista del Real Madrid, di cui è vice-capitano, e della nazionale uruguaiana, della quale è capitano.
Nel 2017 è stato inserito nella lista dei migliori cinquanta calciatori nati nel 1998, stilata da The Guardian.

## Biografia
Federico Valverde ha dirette origini italiane per discendenza; i nonni si trasferirono in Uruguay per cercare fortuna.

## Caratteristiche tecniche
Soprannominato El Pajarito, è un calciatore molto versatile che apporta grande dinamismo, può giocare sia da centrocampista centrale che da esterno, ala destra o terzino destro. Definito come un centrocampista box-to-box, dispone di buona visione di gioco, è aggressivo in pressing, eccellente nel controllo della sfera, velocissimo nelle accelerazioni, abile in dribbling, forte fisicamente, preciso nei passaggi (sia lunghi che corti) e spicca anche per il tiro potente e la facilità con cui si spinge nell'area avversaria; può anche giocare come ala. Sa essere pericoloso anche nelle conclusioni dalla distanza e da calcio di punizione. In fase difensiva è bravo a leggere le trame avversarie, dimostrandosi anche abile negli interventi in tackle.

## Carriera

### Club

#### Peñarol
Cresciuto nelle giovanili del Peñarol in Uruguay (scoperto dall'ex calciatore Néstor Gonçalves), ha iniziato la carriera come attaccante prima di diventare un centrocampista. Il 16 agosto 2015 disputa la sua prima partita da professionista in occasione della trasferta vinta, per 0-3, contro il Cerro. Il 20 aprile 2016 gioca la sua prima partita in campo internazionale in occasione della partita di Coppa Libertadores vinta, per 4-3, contro i peruviani dello Sporting Cristal. Il 12 giugno successivo disputa la partita valida per l'assegnazione del titolo di Campione dell'Uruguay contro il Plaza Colonia andando a vincere la partita per 3-1 e portandosi a casa il trofeo.
Conclude la sua prima stagione da professionista con un totale di 13 presenze e un trofeo vinto.

#### Real Madrid, prestito al Deportivo e ritorno
Il 22 luglio 2016 viene acquistato, per una cifra vicina ai cinque milioni di euro, dal club spagnolo del Real Madrid che lo inserisce nella sua seconda squadra: il Real M. Castilla. L'esordio arriva il 27 agosto successivo in occasione della trasferta persa, per 1-0, contro il Real Unión. Il 3 settembre 2016 arriva il suo primo gol in carriera in occasione della vittoria casalinga, per 3-2, contro l'Amorebieta andando a siglare il momentaneo 1-0. Conclude la sua prima stagione in Spagna con un totale di 30 presenze e 3 reti.
Il 22 giugno 2017 viene ceduto in prestito per una stagione al Deportivo La Coruña. L'esordio arriva il 10 settembre successivo in occasione della sconfitta interna, per 2-4, contro il Real Sociedad. Conclude il prestito con 24 presenze non riuscendo ad aiutare il club a salvarsi dalla retrocessione.
Terminato il prestito, torna al Real Madrid, che lo aggrega alla prima squadra, con cui disputa la stagione 2018-2019 da riserva. Il 23 ottobre 2018 esordisce in UEFA Champions League, nella partita casalinga vinta contro il Viktoria Plzeň. Nel corso della stagione vince per la prima volta la Coppa del mondo per club.
Nel 2019-2020, sotto la guida dell'allenatore Zinédine Zidane, anche per via della partenza di Marcos Llorente, viene impiegato con costanza a centrocampo, tanto da divenire uno dei titolari. Realizza il suo primo gol con i madrileni il 9 novembre 2019, nel successo per 0-4 contro l'Eibar nel campionato spagnolo, che vince per la prima volta proprio alla fine di quella stagione. Nel 2020-2021 raggiunge le 50 presenze con la maglia del Real Madrid e va a segno nella vittoria per 3-1 nel clásico contro il Barcellona, diventando il secondo uruguaiano ad andare in gol nella partita, dopo Luis Suárez.
Nel 2021-2022 si aggiudica per la prima volta la UEFA Champions League, nella cui finale vinta per 1-0 contro il Liverpool fornisce l'assist per il gol decisivo di Vinicius Júnior. Il 14 settembre 2022 segna il suo primo gol nella competizione, aprendo le marcature della vittoria casalinga contro il RB Lipsia per 2-0.
Nella stagione 2023-2024 vince il campionato spagnolo, la Supercoppa di Spagna e la UEFA Champions League.

### Nazionale

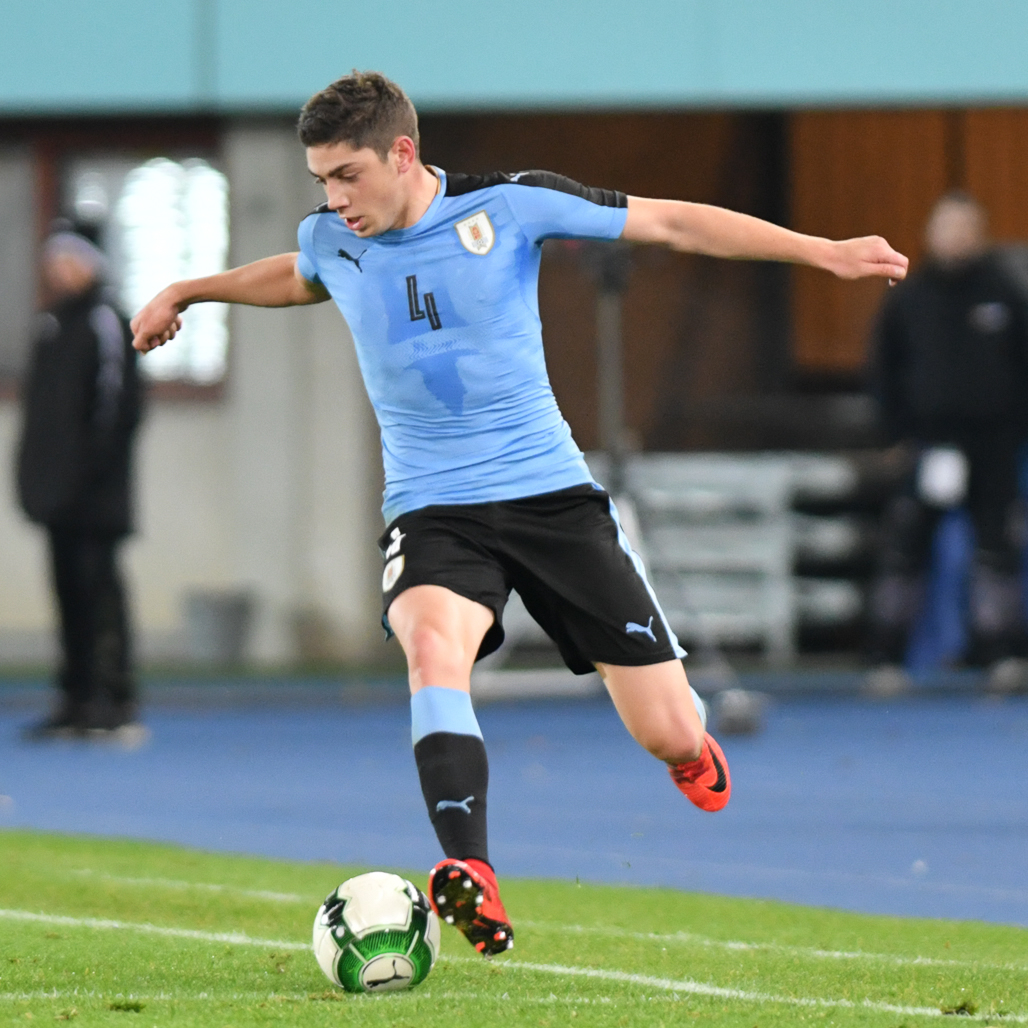
Valverde in azione con la nazionale nel 2017.

A settembre 2017 viene convocato per la prima volta a vestire la maglia della nazionale maggiore in occasione delle partite valide per le qualificazioni al campionato mondiale di calcio 2018 contro Brasile e Paraguay. L'esordio arriva proprio nella sfida contro il Paraguay, in cui mette a segno il gol che apre le marcature nell'1-2 finale in favore dei suoi.
Non viene convocato per i Mondiali 2018, decisione che il CT Tabárez ha commentato sostenendo che fosse stata presa a tutela del calciatore per non esporlo e relegarlo a un ruolo secondario. Dopo la manifestazione iridata diviene un convocato fisso della Celeste con cui disputa la Copa América 2019. Disputa tutte e 4 le partite della sua nazionale eliminata ai quarti dal Perù dopo i calci di rigore; tra l'altro lui non ha partecipato alla lotteria dei rigori in quanto è stato sostituito da Cristian Stuani poco prima che finisse la gara.

## Statistiche

### Presenze e reti nei club
Statistiche aggiornate al 1 Luglio 2025.
| Stagione           | Squadra             | Campionato         | Campionato | Campionato | Coppe nazionali | Coppe nazionali | Coppe nazionali | Coppe continentali | Coppe continentali | Coppe continentali | Altre coppe    | Altre coppe | Altre coppe | Totale | Totale |
| Stagione           | Squadra             | Comp               | Pres       | Reti       | Comp            | Pres            | Reti            | Comp               | Pres               | Reti               | Comp           | Pres        | Reti        | Pres   | Reti   |
| ------------------ | ------------------- | ------------------ | ---------- | ---------- | --------------- | --------------- | --------------- | ------------------ | ------------------ | ------------------ | -------------- | ----------- | ----------- | ------ | ------ |
| 2015-2016          | Peñarol             | PD                 | 11+1       | 0          | -               | -               | -               | CL                 | 1                  | 0                  | -              | -           | -           | 13     | 0      |
| 2016-2017          | Real M. Castilla    | SDB                | 30         | 3          | -               | -               | -               | -                  | -                  | -                  | -              | -           | -           | 30     | 3      |
| 2017-2018          | Deportivo La Coruña | PD                 | 24         | 0          | CR              | 1               | 0               | -                  | -                  | -                  | -              | -           | -           | 25     | 0      |
| 2018-2019          | Real Madrid         | PD                 | 16         | 0          | CR              | 5               | 0               | UCL                | 4                  | 0                  | SU+Cmc         | 0           | 0           | 25     | 0      |
| 2019-2020          | Real Madrid         | PD                 | 33         | 2          | CR              | 3               | 0               | UCL                | 6                  | 0                  | SS             | 2           | 0           | 44     | 2      |
| 2020-2021          | Real Madrid         | PD                 | 24         | 3          | CR              | 1               | 0               | UCL                | 7                  | 0                  | SS             | 1           | 0           | 33     | 3      |
| 2021-2022          | Real Madrid         | PD                 | 31         | 0          | CR              | 2               | 0               | UCL                | 11                 | 0                  | SS             | 2           | 1           | 46     | 1      |
| 2022-2023          | Real Madrid         | PD                 | 34         | 7          | CR              | 6               | 0               | UCL                | 11                 | 2                  | SS+SU+Cmc      | 2+1+2       | 0+0+3       | 56     | 12     |
| 2023-2024          | Real Madrid         | PD                 | 37         | 2          | CR              | 2               | 0               | UCL                | 13                 | 1                  | SS             | 2           | 0           | 54     | 3      |
| 2024-2025          | Real Madrid         | PD                 | 36         | 6          | CR              | 5               | 2               | UCL                | 14                 | 0                  | SU+SS+CInt+Cmc | 1+2+1+3     | 1+0+0+2     | 63     | 11     |
| Totale Real Madrid | Totale Real Madrid  | Totale Real Madrid | 211        | 20         |                 | 24              | 2               |                    | 66                 | 3                  |                | 19          | 7           | 322    | 32     |
| Totale carriera    | Totale carriera     | Totale carriera    | 277        | 23         |                 | 25              | 2               |                    | 67                 | 3                  |                | 19          | 7           | 389    | 35     |

### Cronologia presenze e reti in nazionale
| Cronologia completa delle presenze e delle reti in nazionale ― Uruguay | Cronologia completa delle presenze e delle reti in nazionale ― Uruguay | Cronologia completa delle presenze e delle reti in nazionale ― Uruguay | Cronologia completa delle presenze e delle reti in nazionale ― Uruguay | Cronologia completa delle presenze e delle reti in nazionale ― Uruguay | Cronologia completa delle presenze e delle reti in nazionale ― Uruguay | Cronologia completa delle presenze e delle reti in nazionale ― Uruguay | Cronologia completa delle presenze e delle reti in nazionale ― Uruguay |
| Data                                                                   | Città                                                                  | In casa                                                                | Risultato                                                              | Ospiti                                                                 | Competizione                                                           | Reti                                                                   | Note                                                                   |
| ---------------------------------------------------------------------- | ---------------------------------------------------------------------- | ---------------------------------------------------------------------- | ---------------------------------------------------------------------- | ---------------------------------------------------------------------- | ---------------------------------------------------------------------- | ---------------------------------------------------------------------- | ---------------------------------------------------------------------- |
| 5-9-2017                                                               | Asunción                                                               | Paraguay                                                               | 1 – 2                                                                  | Uruguay                                                                | Qual. Mondiali 2018                                                    | 1                                                                      |                                                                        |
| 5-10-2017                                                              | San Cristóbal                                                          | Venezuela                                                              | 0 – 0                                                                  | Uruguay                                                                | Qual. Mondiali 2018                                                    | -                                                                      | 79’                                                                    |
| 10-10-2017                                                             | Montevideo                                                             | Uruguay                                                                | 4 – 2                                                                  | Bolivia                                                                | Qual. Mondiali 2018                                                    | -                                                                      | 60’                                                                    |
| 14-11-2017                                                             | Vienna                                                                 | Austria                                                                | 2 – 1                                                                  | Uruguay                                                                | Amichevole                                                             | -                                                                      | 80’                                                                    |
| 8-9-2018                                                               | Houston                                                                | Messico                                                                | 1 – 4                                                                  | Uruguay                                                                | Amichevole                                                             | -                                                                      | 83’                                                                    |
| 16-10-2018                                                             | Saitama                                                                | Giappone                                                               | 4 – 3                                                                  | Uruguay                                                                | Amichevole                                                             | -                                                                      | 46’                                                                    |
| 16-11-2018                                                             | Londra                                                                 | Brasile                                                                | 1 – 0                                                                  | Uruguay                                                                | Amichevole                                                             | -                                                                      | 85’                                                                    |
| 20-11-2018                                                             | Saint-Denis                                                            | Francia                                                                | 1 – 0                                                                  | Uruguay                                                                | Amichevole                                                             | -                                                                      | 60’                                                                    |
| 25-3-2019                                                              | Nanning                                                                | Thailandia                                                             | 0 – 4                                                                  | Uruguay                                                                | Amichevole                                                             | -                                                                      | 90+1’                                                                  |
| 7-6-2019                                                               | Montevideo                                                             | Uruguay                                                                | 3 – 0                                                                  | Panama                                                                 | Amichevole                                                             | 1                                                                      | 46’                                                                    |
| 16-6-2019                                                              | Belo Horizonte                                                         | Uruguay                                                                | 4 – 0                                                                  | Ecuador                                                                | Coppa America 2019 - 1º turno                                          | -                                                                      | 81’                                                                    |
| 20-6-2019                                                              | Porto Alegre                                                           | Uruguay                                                                | 2 – 2                                                                  | Giappone                                                               | Coppa America 2019 - 1º turno                                          | -                                                                      | 73’                                                                    |
| 24-6-2019                                                              | Rio de Janeiro                                                         | Cile                                                                   | 0 – 1                                                                  | Uruguay                                                                | Coppa America 2019 - 1º turno                                          | -                                                                      | 90+2’                                                                  |
| 29-6-2019                                                              | Salvador de Bahia                                                      | Uruguay                                                                | 0 – 0 (4 – 5 dtr)                                                      | Perù                                                                   | Coppa America 2019 - Quarti di finale                                  | -                                                                      | 70’ 90+7’                                                              |
| 7-9-2019                                                               | San José                                                               | Costa Rica                                                             | 1 – 2                                                                  | Uruguay                                                                | Amichevole                                                             | -                                                                      | 75’                                                                    |
| 10-9-2019                                                              | Saint Louis                                                            | Stati Uniti                                                            | 1 – 1                                                                  | Uruguay                                                                | Amichevole                                                             | -                                                                      |                                                                        |
| 12-10-2019                                                             | Montevideo                                                             | Uruguay                                                                | 1 – 0                                                                  | Perù                                                                   | Amichevole                                                             | -                                                                      |                                                                        |
| 15-10-2019                                                             | Lima                                                                   | Perù                                                                   | 1 – 1                                                                  | Uruguay                                                                | Amichevole                                                             | -                                                                      |                                                                        |
| 15-11-2019                                                             | Budapest                                                               | Ungheria                                                               | 1 – 2                                                                  | Uruguay                                                                | Amichevole                                                             | -                                                                      | 68’                                                                    |
| 18-11-2019                                                             | Tel Aviv                                                               | Argentina                                                              | 2 – 2                                                                  | Uruguay                                                                | Amichevole                                                             | -                                                                      | 75’                                                                    |
| 8-10-2020                                                              | Montevideo                                                             | Uruguay                                                                | 2 – 1                                                                  | Cile                                                                   | Qual. Mondiali 2022                                                    | -                                                                      |                                                                        |
| 13-10-2020                                                             | Quito                                                                  | Ecuador                                                                | 4 – 2                                                                  | Uruguay                                                                | Qual. Mondiali 2022                                                    | -                                                                      | 89’                                                                    |
| 3-6-2021                                                               | Montevideo                                                             | Uruguay                                                                | 0 – 0                                                                  | Paraguay                                                               | Qual. Mondiali 2022                                                    | -                                                                      | 55’                                                                    |
| 8-6-2021                                                               | Caracas                                                                | Venezuela                                                              | 0 – 0                                                                  | Uruguay                                                                | Qual. Mondiali 2022                                                    | -                                                                      |                                                                        |
| 18-6-2021                                                              | Brasilia                                                               | Argentina                                                              | 1 – 0                                                                  | Uruguay                                                                | Coppa America 2021 - 1º turno                                          | -                                                                      | 52’                                                                    |
| 21-6-2021                                                              | Cuiabá                                                                 | Uruguay                                                                | 1 – 1                                                                  | Cile                                                                   | Coppa America 2021 - 1º turno                                          | -                                                                      | 13’                                                                    |
| 24-6-2021                                                              | Cuiabá                                                                 | Bolivia                                                                | 0 – 2                                                                  | Uruguay                                                                | Coppa America 2021 - 1º turno                                          | -                                                                      |                                                                        |
| 28-6-2021                                                              | Rio de Janeiro                                                         | Uruguay                                                                | 1 – 0                                                                  | Paraguay                                                               | Coppa America 2021 - 1º turno                                          | -                                                                      | 73’                                                                    |
| 3-7-2021                                                               | Brasilia                                                               | Uruguay                                                                | 0 – 0 dts (2 – 4 dtr)                                                  | Colombia                                                               | Coppa America 2021 - Quarti di finale                                  | -                                                                      | 80’                                                                    |
| 2-9-2021                                                               | Lima                                                                   | Perù                                                                   | 1 – 1                                                                  | Uruguay                                                                | Qual. Mondiali 2022                                                    | -                                                                      | 71’                                                                    |
| 5-9-2021                                                               | Montevideo                                                             | Uruguay                                                                | 4 – 2                                                                  | Bolivia                                                                | Qual. Mondiali 2022                                                    | 1                                                                      |                                                                        |
| 9-9-2021                                                               | Montevideo                                                             | Uruguay                                                                | 1 – 0                                                                  | Ecuador                                                                | Qual. Mondiali 2022                                                    | -                                                                      | 80’                                                                    |
| 7-10-2021                                                              | Montevideo                                                             | Uruguay                                                                | 0 – 0                                                                  | Colombia                                                               | Qual. Mondiali 2022                                                    | -                                                                      |                                                                        |
| 10-10-2021                                                             | Buenos Aires                                                           | Argentina                                                              | 3 – 0                                                                  | Uruguay                                                                | Qual. Mondiali 2022                                                    | -                                                                      |                                                                        |
| 14-10-2021                                                             | Manaus                                                                 | Brasile                                                                | 4 – 1                                                                  | Uruguay                                                                | Qual. Mondiali 2022                                                    | -                                                                      | 47’                                                                    |
| 27-1-2022                                                              | Asunción                                                               | Paraguay                                                               | 0 – 1                                                                  | Uruguay                                                                | Qual. Mondiali 2022                                                    | -                                                                      | 90’                                                                    |
| 1-2-2022                                                               | Montevideo                                                             | Uruguay                                                                | 4 – 1                                                                  | Venezuela                                                              | Qual. Mondiali 2022                                                    | -                                                                      | 74’                                                                    |
| 24-3-2022                                                              | Montevideo                                                             | Uruguay                                                                | 1 – 0                                                                  | Perù                                                                   | Qual. Mondiali 2022                                                    | -                                                                      |                                                                        |
| 29-3-2022                                                              | Santiago del Cile                                                      | Cile                                                                   | 0 – 2                                                                  | Uruguay                                                                | Qual. Mondiali 2022                                                    | 1                                                                      |                                                                        |
| 2-6-2022                                                               | Glendale                                                               | Messico                                                                | 0 – 3                                                                  | Uruguay                                                                | Amichevole                                                             | -                                                                      |                                                                        |
| 5-6-2022                                                               | Kansas City                                                            | Stati Uniti                                                            | 0 – 0                                                                  | Uruguay                                                                | Amichevole                                                             | -                                                                      | 61’ 82’                                                                |
| 11-6-2022                                                              | Montevideo                                                             | Uruguay                                                                | 5 – 0                                                                  | Panama                                                                 | Amichevole                                                             | -                                                                      | 75’                                                                    |
| 23-9-2022                                                              | Sankt Pölten                                                           | Iran                                                                   | 1 – 0                                                                  | Uruguay                                                                | Amichevole                                                             | -                                                                      |                                                                        |
| 27-9-2022                                                              | Bratislava                                                             | Canada                                                                 | 0 – 2                                                                  | Uruguay                                                                | Amichevole                                                             | -                                                                      | 82’                                                                    |
| 24-11-2022                                                             | Al Rayyan                                                              | Uruguay                                                                | 0 – 0                                                                  | Corea del Sud                                                          | Mondiali 2022 - 1º turno                                               | -                                                                      |                                                                        |
| 28-11-2022                                                             | Lusail                                                                 | Portogallo                                                             | 2 – 0                                                                  | Uruguay                                                                | Mondiali 2022 - 1º turno                                               | -                                                                      |                                                                        |
| 2-12-2022                                                              | Al Wakrah                                                              | Ghana                                                                  | 0 – 2                                                                  | Uruguay                                                                | Mondiali 2022 - 1º turno                                               | -                                                                      |                                                                        |
| 24-3-2023                                                              | Tokyo                                                                  | Giappone                                                               | 1 – 1                                                                  | Uruguay                                                                | Amichevole                                                             | 1                                                                      | cap.                                                                   |
| 28-3-2023                                                              | Seul                                                                   | Corea del Sud                                                          | 1 – 2                                                                  | Uruguay                                                                | Amichevole                                                             | -                                                                      | cap.                                                                   |
| 8-9-2023                                                               | Montevideo                                                             | Uruguay                                                                | 3 – 1                                                                  | Cile                                                                   | Qual. Mondiali 2026                                                    | 1                                                                      | cap. 76’                                                               |
| 12-9-2023                                                              | Quito                                                                  | Ecuador                                                                | 2 – 1                                                                  | Uruguay                                                                | Qual. Mondiali 2026                                                    | -                                                                      | cap.                                                                   |
| 12-10-2023                                                             | Barranquilla                                                           | Colombia                                                               | 2 – 2                                                                  | Uruguay                                                                | Qual. Mondiali 2026                                                    | -                                                                      | cap.                                                                   |
| 17-10-2023                                                             | Montevideo                                                             | Uruguay                                                                | 2 – 0                                                                  | Brasile                                                                | Qual. Mondiali 2026                                                    | -                                                                      | cap.                                                                   |
| 16-11-2023                                                             | Buenos Aires                                                           | Argentina                                                              | 0 – 2                                                                  | Uruguay                                                                | Qual. Mondiali 2026                                                    | -                                                                      | cap.                                                                   |
| 21-11-2023                                                             | Montevideo                                                             | Uruguay                                                                | 3 – 0                                                                  | Bolivia                                                                | Qual. Mondiali 2026                                                    | -                                                                      |                                                                        |
| 26-3-2024                                                              | Lens                                                                   | Costa d'Avorio                                                         | 2 – 1                                                                  | Uruguay                                                                | Amichevole                                                             | -                                                                      | cap.                                                                   |
| 23-6-2024                                                              | Miami Gardens                                                          | Uruguay                                                                | 3 – 1                                                                  | Panama                                                                 | Coppa America 2024 - 1º turno                                          | -                                                                      | cap. 85’                                                               |
| 27-6-2024                                                              | East Rutherford                                                        | Uruguay                                                                | 5 – 0                                                                  | Bolivia                                                                | Coppa America 2024 - 1º turno                                          | 1                                                                      | cap. 86’                                                               |
| 1-7-2024                                                               | Kansas City                                                            | Stati Uniti                                                            | 0 – 1                                                                  | Uruguay                                                                | Coppa America 2024 - 1º turno                                          | -                                                                      | cap.                                                                   |
| 6-7-2024                                                               | Paradise                                                               | Uruguay                                                                | 0 – 0 (4 – 2 dtr)                                                      | Brasile                                                                | Coppa America 2024 - Quarti di finale                                  | -                                                                      | cap.                                                                   |
| 10-7-2024                                                              | Charlotte                                                              | Uruguay                                                                | 0 – 1                                                                  | Colombia                                                               | Coppa America 2024 - Semifinale                                        | -                                                                      |                                                                        |
| 13-7-2024                                                              | Charlotte                                                              | Canada                                                                 | 2 – 2 (3 – 4 dtr)                                                      | Uruguay                                                                | Coppa America 2024 - Finale 3º posto                                   | -                                                                      |                                                                        |
| 6-9-2024                                                               | Montevideo                                                             | Uruguay                                                                | 0 – 0                                                                  | Paraguay                                                               | Qual. Mondiali 2026                                                    | -                                                                      | 37’                                                                    |
| 11-10-2024                                                             | Lima                                                                   | Perù                                                                   | 1 – 0                                                                  | Uruguay                                                                | Qual. Mondiali 2026                                                    | -                                                                      | Cap.                                                                   |
| 15-10-2024                                                             | Montevideo                                                             | Uruguay                                                                | 0 – 0                                                                  | Ecuador                                                                | Qual. Mondiali 2026                                                    | -                                                                      |                                                                        |
| 15-11-2024                                                             | Montevideo                                                             | Uruguay                                                                | 3 – 2                                                                  | Colombia                                                               | Qual. Mondiali 2026                                                    | -                                                                      | 66’                                                                    |
| 19-11-2024                                                             | Salvador                                                               | Brasile                                                                | 1 – 1                                                                  | Uruguay                                                                | Qual. Mondiali 2026                                                    | 1                                                                      |                                                                        |
| 21-3-2025                                                              | Montevideo                                                             | Uruguay                                                                | 0 – 1                                                                  | Argentina                                                              | Qual. Mondiali 2026                                                    | -                                                                      | 72’                                                                    |
| 25-3-2025                                                              | El Alto                                                                | Bolivia                                                                | 0 – 0                                                                  | Uruguay                                                                | Qual. Mondiali 2026                                                    | -                                                                      | 46’                                                                    |
| Totale                                                                 |                                                                        | Presenze                                                               | 69                                                                     |                                                                        | Reti                                                                   | 8                                                                      |                                                                        |

## Palmarès

### Club

#### Competizioni nazionali
- Campionato uruguaiano: 1

Peñarol: 2015-2016
- Campionato spagnolo: 3

Real Madrid: 2019-2020, 2021-2022, 2023-2024
- Supercoppa di Spagna: 3

Real Madrid: 2020, 2022, 2024
- Coppa di Spagna: 1

Real Madrid: 2022-2023

#### Competizioni internazionali
- UEFA Champions League: 2

Real Madrid: 2021-2022, 2023-2024
- Supercoppa UEFA: 2

Real Madrid: 2022, 2024
- Coppa del mondo per club: 2

Real Madrid: 2018, 2022
- Coppa Intercontinentale FIFA: 1

Real Madrid: 2024

### Individuale
- Miglior giovane promessa dell'Uruguay per Pasión Fútbol: 1

2016
- Pallone d'argento del campionato mondiale Under-20: 1

Corea del Sud 2017
- Miglior giocatore della Supercoppa di Spagna: 1

2020